# Frederick A. Conkling
Frederick Augustus Conkling (ur. 22 sierpnia 1816 w Canajoharie, zm. 18 września 1891 w Nowym Jorku) – amerykański polityk, członek Partii Republikańskiej.

## Działalność polityczna
W 1854, 1859 i 1860 zasiadał w New York State Assembly. W okresie od 4 marca 1861 do 3 marca 1863 przez jedną kadencję był przedstawicielem 6. okręgu wyborczego w stanie Nowy Jork w Izbie Reprezentantów Stanów Zjednoczonych.
Jego ojcem był Alfred, a bratem Roscoe.